# Tạ Đình Hiểu
Tạ Đình Hiểu (sinh ngày 1 tháng 1 năm 1924) là một sĩ quan cấp cao của Quân đội nhân dân Việt Nam, hàm Thiếu tướng, nguyên Tư lệnh Binh chủng Thông tin liên lạc.